# USS Seid (DE-256)
USS Seid (DE-256) là một tàu hộ tống khu trục lớp Evarts được Hải quân Hoa Kỳ chế tạo trong Chiến tranh Thế giới thứ hai. Nó là chiếc tàu chiến duy nhất của Hải quân Mỹ được đặt theo tên Thiếu úy Hải quân Daniel Seid (1918-1942), phi công thuộc Liên đội Tuần tiễu VS-6 trên tàu sân bay Enterprise (CV-6), đã tử trận trong chiến dịch không kích Kwajalein và được truy tặng Huân chương Không lực. Nó đã phục vụ cho đến khi chiến tranh kết thúc, xuất biên chế vào ngày 7 tháng 12, 1945 và xóa đăng bạ vào ngày 8 tháng 1, 1946. Con tàu bị bán để tháo dỡ vào ngày 17 tháng 4, 1947. Seid được tặng thưởng hai Ngôi sao Chiến trận do thành tích phục vụ trong Thế Chiến II.

## Thiết kế và chế tạo
Những chiếc thuộc lớp tàu khu trục Evarts có chiều dài chung 289 ft 5 in (88,21 m), mạn tàu rộng 35 ft 1 in (10,69 m) và độ sâu mớn nước khi đầy tải là 8 ft 3 in (2,51 m). Chúng có trọng lượng choán nước tiêu chuẩn 1.140 tấn Anh (1.160 t); và lên đến 1.430 tấn Anh (1.450 t) khi đầy tải. Hệ thống động lực bao gồm bốn động cơ diesel General Motors Kiểu 16-278A nối với bốn máy phát điện để vận hành hai trục chân vịt; công suất 6.000 hp (4.500 kW) cho phép đạt được tốc độ tối đa 21 kn (24 mph; 39 km/h), và có dự trữ hành trình 4.150 nmi (4.780 mi; 7.690 km) khi di chuyển ở vận tốc đường trường 12 kn (14 mph; 22 km/h).
Vũ khí trang bị bao gồm ba pháo 3 in (76 mm)/50 cal trên tháp pháo nòng đơn có thể đối hạm hoặc phòng không, một khẩu đội 1,1 inch/75 caliber bốn nòng và chín pháo phòng không Oerlikon 20 mm. Vũ khí chống ngầm bao gồm một dàn súng cối chống tàu ngầm Hedgehog Mk. 10 (có 24 nòng và mang theo 144 quả đạn); hai đường ray Mk. 9 và tám máy phóng K3 Mk. 6 để thả mìn sâu.
Seid được đặt lườn tại Xưởng hải quân Boston ở Boston, Massachusetts vào ngày 10 tháng 1, 1943. Nó được hạ thủy vào ngày 22 tháng 2, 1943; được đỡ đầu bởi bà George Seid, mẹ của Thiếu úy Seid, và nhập biên chế vào ngày 11 tháng 6, 1943 dưới quyền chỉ huy của Hạm trưởng, Trung tá tá Hải quân Charles A. Thorwall.

## Lịch sử hoạt động

### 1943
Sau khi hoàn tất việc chạy thử máy huấn luyện tại khu vực Bermuda, Seid quay trở về Boston, Massachusetts vào ngày 31 tháng 7, 1943. Vào ngày 16 tháng 8, con tàu được cử đi truy lùng một tàu ngầm đối phương bị một khí cầu tuần tra hải quân phát hiện ngoài khơi mũi Hatteras. Cuộc tìm kiếm không mang lại kết quả, và con tàu quay trở về Norfolk, Virginia 24 giờ sau đó. Nó tiếp tục phục vụ tại Norfolk trong hai tuần dưới vai trò một tàu huấn luyện cho các thủy thủ đoàn tàu hộ tống khu trục.
Seid lên đường vào ngày 24 tháng 8 để hộ tống một đoàn tàu bao gồm tám tàu chở quân hướng đến vùng kênh đào Panama, đi đến Coco Solo tại vùng kênh đào vào ngày 30 tháng 8, và sau khi được tiếp nhiên liệu đã vượt qua kênh đào trong ngày 1 tháng 9. Sau đó, cùng các tàu hộ tống khu trục Osterhaus (DE-164), Parks (DE-165) và Bebas (DE-10), nó tiếp tục hành trình đi Nouméa, New Caledonia ngang qua Galapagos và quần đảo Society. Từ Bora Bora thuộc quần đảo Society, con tàu độc lập đi đến Nouméa, nơi nó trình diện để phục vụ cùng Tư lệnh Đệ Tam hạm đội vào ngày 29 tháng 9.
Vào ngày 5 tháng 12, tại vị trí khoảng  về phía Nam Tulagi tại quần đảo Solomon, Seid dò được tín hiệu sonar nghi ngờ của một tàu ngầm đối phương. Nó tấn công mục tiêu bằng một loạt đạn súng cối chống tàu ngầm Hedgehog; sau năm giây một vụ nổ lớn xảy ra dưới nước làm hỏng thiết bị sonar của chính nó. Con tàu di chuyển chậm để quan sát mục tiêu trong khi các tàu chống ngầm khác tiếp tục truy tìm; tuy nhiên họ không bắt lại được mục tiêu, và không có chứng cứ gì về việc có thể đã đánh trúng một tàu ngầm. Sau một giờ truy lùng, các con tàu rút lui về vịnh Purvis tại đảo Florida.

### 1944
Sau khi được sửa chữa tại cảng Havannah, Efate, New Caledonia, Seid khởi hành đi Nouméa vào ngày 1 tháng 1, 1944, nơi nó quay lại nhiệm vụ hộ tống cùng Đệ Tam hạm đội. Con tàu bị hư hại lườn tàu và thiết bị đáng kể do phải chịu đựng một cơn bão một tuần sau đó, nhưng vẫn tiếp tục nhiệm vụ hộ tống theo lịch trình, ngoài trừ bị lỡ hẹn với tàu quét mìn Token (AM-126). Nó đi đến Purvis, Florida vào ngày 23 tháng 1 để sửa chữa những hư hại. Sau khi hoàn tất, con tàu quay trở lại nhiệm vụ hộ tống vận tải tại khu vực Guadalcanal, Espiritu Santo, Nouméa, Tutuba, Florida, Savo và đảo Rua Sura cho đến ngày 12 tháng 4, khi nó được lệnh quay lại khu vực quần đảo Hawaii. Sau một chặng dừng ngắn tại Trân Châu Cảng, nó tiếp tục lên đường đi về vùng bờ Tây, đi đến Xưởng hải quân Mare Island vào ngày 25 tháng 4.
Khởi hành từ San Francisco, California vào ngày 2 tháng 6, Seid cùng với tàu chị em Carlson (DE-9) đi sang Trân Châu Cảng. Từ ngày 8 tháng 6, nó hoạt động chạy thử máy sau sửa chữa và huấn luyện ôn tập, xen kẻ với nhiệm vụ huấn luyện tàu ngầm và canh phòng máy bay cho tàu sân bay huấn luyện tại khu vực phụ cận Oahu. Trong giai đoạn này, từ ngày 4 đến ngày 23 tháng 7, nó thực hiện một chuyến hộ tống vận tải khứ hồi đến Eniwetok. Vào ngày 8 tháng 8, nó cùng một đoàn tàu vận tải đi sang Eniwetok, nơi nó được phối thuộc cùng Đệ Tam hạm đội vào ngày 16 tháng 8, và hoạt động tìm-diệt tàu ngầm đối phương.
Đi đến Ulithi thuộc quần đảo Caroline vào ngày 27 tháng 10, Seid  được điều động sang Lực lượng Đặc nhiệm 57 để hoạt động hộ tống. Vào ngày 1 tháng 11, nó lên đường đi Kossol Passage tại phía Tây quần đảo Caroline, và được sửa chữa từ ngày 3 đến ngày 12 tháng 11. Con tàu chuyển đến Peleliu vào ngày 24 tháng 12, nơi nó gia nhập Đơn vị Đặc nhiệm 94.5.9, và chuẩn bị cho hoạt động chiếm đóng đảo Fais, địa điểm được cho là nơi quân Nhật trinh sát và thông báo sự di chuyển của tàu bè Đồng Minh trong khu vực. Nó đã hoạt động tuần tra chống tàu ngầm trong khi diễn ra cuộc tấn công, và khi chiến dịch kết thúc vào ngày 5 tháng 1, 1945, con tàu lên đường quay trở về Kossol Passage tiếp nối vai trò hộ tống vận tải.

### 1945
Sau một giai đoạn bảo trì ngắn từ ngày 1 đến ngày 10 tháng 2, 1945, Seid quay trở lại nhiệm vụ hộ tống vận tải. Nó đã hộ tống một đoàn 47 tàu đi từ Eniwetok đến Ulithi từ ngày 23 tháng 2 đến ngày 2 tháng 3. Nó khởi hành từ Saipan vào ngày 27 tháng 3 để hộ tống cho Hải đội Vận tải 15 đi sang khu vực quần đảo Ryukyu, và sau khi đi đến ngoài khơi Okinawa vào ngày 1 tháng 4, nó phục vụ tuần tra chống tàu ngầm để bảo vệ Đơn vị Đặc nhiệm 51.2.8 trong hoạt động đổ bộ lên mũi cực Nam của hòn đảo này. Thiết bị sonar của con tàu gặp trục trặc vào ngày 4 tháng 4, nên nó được cho tách ra và đi đến khu vực neo đậu Kerama Retto để sửa chữa. Đang khi neo đậu tại đây, vào ngày 6 tháng 4, pháo thủ con tàu đã bắn rơi một máy bay đối phương tấn công.
Sau khi xác định không thể sửa chữa hệ thống sonar của Seid bằng những phương tiện hạn chế tại tuyến đầu, vào ngày 9 tháng 4, con tàu được phân công tuần tra phòng không tại khu vực Bắc Okinawa. Vào ngày 12 tháng 4, nó đã bắn rơi bốn máy bay Nhật Bản tấn công ở khoảng cách 50–300 yd (46–274 m); trong đó chỉ trong vòng chín phút nó đã bắn rơi hai máy bay và phải cơ động né tránh năm quả ngư lôi phóng từ máy bay. Sau khi quay trở về Apra Harbor, Guam để sửa chữa, vào ngày 21 tháng 5, chiếc tàu hộ tống khu trục được điều sang phục vụ cùng Lực lượng Tàu ngầm Hạm đội Thái Bình Dương, thuộc Đội đặc nhiệm 17.10, hoạt động hộ tống và phục vụ huấn luyện tàu ngầm tại khu vực phụ cận Apra Harbor cho đến khi chiến tranh kết thúc.
Vào ngày 18 tháng 9, sau khi đón lên tàu ba sĩ quan cùng 30 thủy thủ như những hành khách cựu chiến binh, Seid lên đường quay trở về Hoa Kỳ, về đến San Pedro, California vào ngày 5 tháng 10. Con tàu được cho xuất biên chế vào ngày 14 tháng 12, 1945; và tên nó được cho rút khỏi danh sách Đăng bạ Hải quân vào ngày 8 tháng 1, 1946. Nó bị bán cho hãng Pacific Bridge Co. tại San Francisco, California vào tháng 1, 1947 để tháo dỡ.

## Phần thưởng[2]
|  | Bronze star · Bronze star |

| Huân chương Chiến dịch Hoa Kỳ | Huân chương Chiến dịch Châu Á-Thái Bình Dương với 2 Ngôi sao Chiến trận | Huân chương Chiến dịch Châu Á-Thái Bình Dương với 2 Ngôi sao Chiến trận | Huân chương Chiến thắng Thế Chiến II |